# ولی‌الله مؤمنی
ولی‌الله مؤمنی (زادۀ ۱۰ خرداد ۱۳۲۳، ایردموسی، اردبیل–درگذشته ۸ دی ۱۳۹۴، تهران) صداپیشه و بازیگر سینمای ایران بود. او فعالیت هنری‌اش را با تئاتر آغاز کرد و در سال ۱۳۴۷ به صورت حرفه‌ای گویندگی فیلم را تجربه کرد. او تاکنون در فیلم‌ها، مجموعه‌های تلویزیونی و کارتون‌های بسیاری گویندگی کرده‌است. از جمله نقش‌های ماندگار این هنرمند در دوبله می‌توان به گویندگی در فیلم‌های ای ایران و مادر و مجموعهٔ تلویزیونی جنگجویان کوهستان اشاره کرد.
مؤمنی علاوه بر فعالیت در حرفه دوبلاژ، در چندین فیلم سینمایی به عنوان بازیگر نقش اصلی حضور یافته‌است. وی با حضور در فیلم‌های میرزا کوچک‌خان (۱۳۶۲) و سردار جنگل (۱۳۶۲) نقشی ماندگار در سینمای ایران ایفا کرد. او همچنین در فیلم‌های آفتاب‌نشین‌ها (۱۳۶۰)، عصیانگران (۱۳۶۰)، عروس حلبچه (۱۳۶۹)، افعی (۱۳۷۱)، ضربهٔ آخر (۱۳۷۲)، دل و دشنه (۱۳۷۳)، جهنم سبز (۱۳۷۴) و مایا ببر مازندران (۱۳۹۵) بازی کرده‌است.
از مجموعه‌های تلویزیونی که مؤمنی در آن به نقش‌آفرینی پرداخته‌است می‌توان به سربداران (۱۳۶۳)، شیخ مفید (۱۳۷۳)، پهلوانان نمی‌میرند (۱۳۷۶)، آفتاب و زمین (۷۹-۱۳۷۸)، ولایت عشق (۱۳۷۹)، کلانتر (۱۳۸۲)، بشارت منجی (۱۳۸۳)، مختارنامه (۱۳۸۸)، تبریز در مه (۱۳۸۹)، جلال‌الدین (۱۳۹۳) و معمای شاه (۱۳۹۴) اشاره کرد. 

## زندگی‌نامه

### دوران کودکی و نوجوانی
ولی‌الله مؤمنی در دهم خردادماه سال۱۳۲۳ در اردبیل زاده شد. وی در کلاس چهارم ابتدایی تحصیل می‌کرد که همراه خانواده از اردبیل به تهران نقل مکان کرد. مؤمنی به خاطر علاقه‌ای که به هنر داشت از سال ۱۳۴۳ به بازی در تئاتر روی آورد. مؤمنی کلاس‌های تئاتر را در تروپ اسکار با مدیریت منوچهر قاسمی گذراند. پس از آن وارد تئاتر لاله زار شد. از سال ۱۳۴۲ به غیر از بازیگری در زمینه‌های تئاتر، به عنوان مدیر صحنه و گوینده نیز به فعالیت خود ادامه داد. پس از آن در سال ۱۳۴۷ با پیشنهاد دوستان و آشنایان از جمله داریوش اسدزاده در زمینه دوبله فیلم مشغول به کار شد و فعالیت خود را در این زمینه تا پایان عمر ادامه داد. از سال ۱۳۴۵ نیز با بازی در فیلم دو انسان ساخته آرامائیس آقامالیان وارد سینما شد. وی در این فیلم با بازیگرانی همچون ایرج قادری و فرانک میرقهاری هم بازی شد.

### دوران کاری
مؤمنی یک سال بعد در سال ۱۳۴۶ فعالیت در گویندگی را آغاز و از سال ۱۳۴۷ وارد حرفه دوبله شد و گویندگان معاصری همچون ژرژ پطرسی، جواد پزشکیان، خسرو شکیبایی و فریبرز صالح بودند. مؤمنی در همان سال با بازی در مجموعه تلویزیونی «پهلوان نایب» به عنوان بازیگر وارد تلویزیون شد. وی هم‌زمان فعالیت در سینما، تلویزیون و دوبلاژ را ادامه داد و تا پیروزی انقلاب اسلامی ایران دربیش از ۱۰ فیلم سینمایی و مجموعه تلویزیونی ایفای نقش کرد و در فیلم‌های زیادی نیز به جای بازیگران خارجی وایرانی گویندگی کرد که از جمله آن‌ها می‌توان به فرهاد حمیدی اشاره کرد که بیشتر در نقش‌های منفی سینما ظاهر می‌شد. مؤمنی پس از انقلاب فعالیت بازیگری خود را با فیلم قیام ساخته رضا صفایی آغاز کرد. وی در سال۱۳۶۰ به دلیل علاقه‌ای که به هنر خوشنویسی داشت به کلاس‌های غلامحسین امیرخانی (خط نستعلیق) و استاد کابلی (شکسته نستعلیق) رفت و موفق به اخذ مدرک عالی خوشنویسی شد. مؤمنی بازیگر نقش اصلی میرزا کوچک خان جنگلی در فیلمی به همین نام بود. او علاوه بر هنر هفتم در هنر خوشنویسی نیز دارای ذوق و مهارت فراوان بود؛ ولی‌الله مؤمنی دربارهٔ چگونگی انتخاب شدنش برای ایفای نقش میرزا کوچک خان جنگلی می‌گوید:
«آن زمان حدود هشت سال از ورود من به عرصه دوبله می‌گذشت. سازندگان فیلم به دنبال فردی بودند که از نظر ظاهری شبیه میرزا باشد. زمانی که مرا برای ایفای این نقش در نظر گرفتند، پیشنهاد کردند که مو و ریش‌هایم را بلند کنم. پس از مدتی مرا نزد شادروان ابراهیم فخرایی (وزیر فرهنگ میرزا کوچک‌خان و نویسنده کتاب سردار جنگل) بردند. فخرایی زمانی که مرا دید، جاخورد، گریه کرد و من را بوسید و گفت که کپی میرزا کوچک خان شده‌ام.»

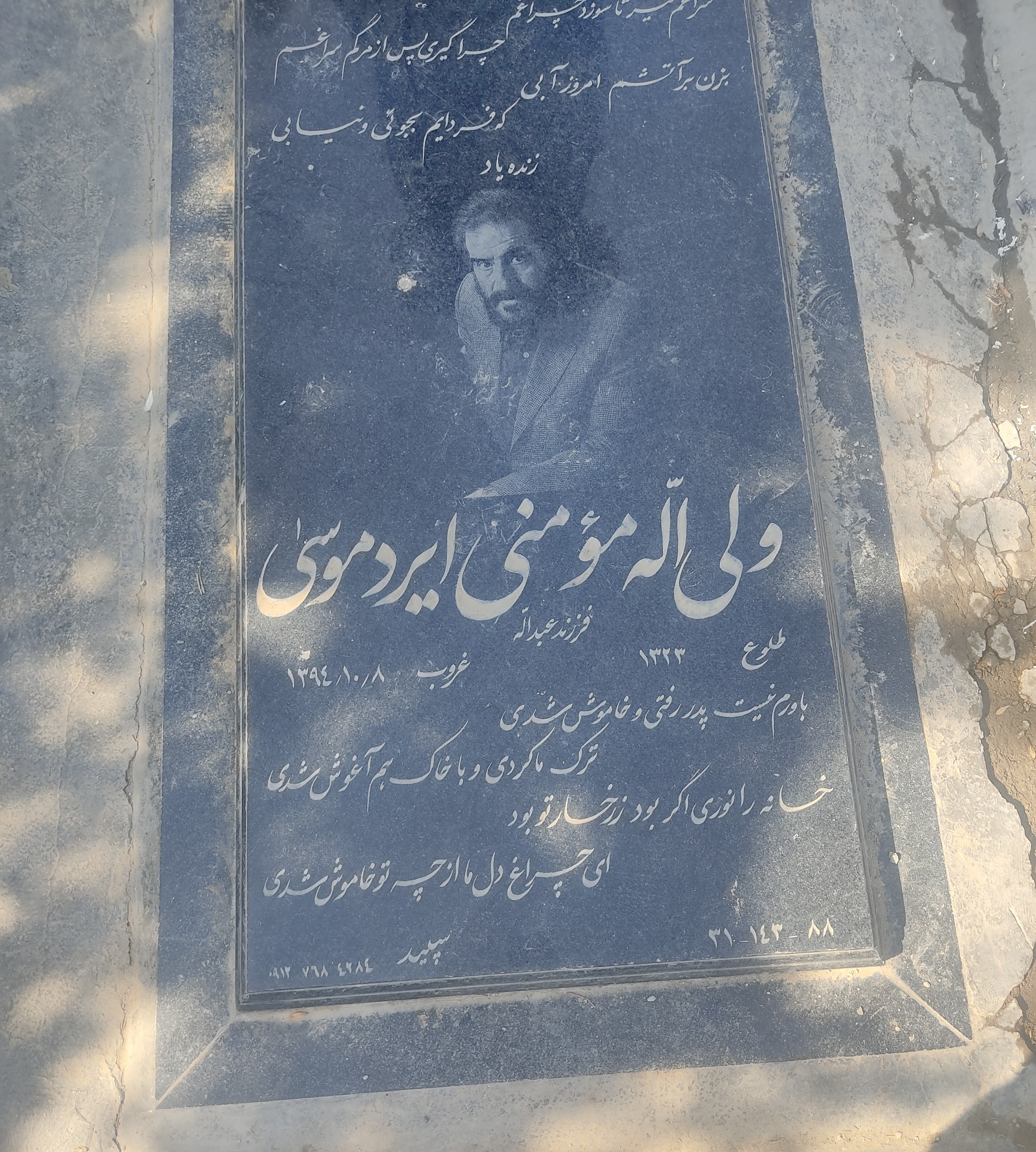
قبر ولی‌الله مؤمنی در قطعه هنرمندان بهشت زهرا

مؤمنی در سال ۱۳۷۵ با بازی در مجموعه مجموعه تلویزیونی «آفتاب و زمین» در نقش پدر امام خمینی نیز دوباره توانایی خود را به تصویر کشید.
وی از جمله معدود بازیگرانی است که در تمام ژانرهای منفی و مثبت ایفای نقش می‌کند. بازی تأثیرگذار او در نقش بسیار منفی «شرحبیل بن ذی الکلاع» در مجموعه تلویزیونی مختارنامه و در نقش مثبت «امیر بخارا» در مجموعه تلویزیونی جلال الدین فراموش نشدنی است.
مؤمنی در سال ۱۳۹۰ نیز در فیلم «سال‌های حادثه» در نقش امام خمینی ایفای نقش کرد که این فیلم بنا به دلایلی ناتمام ماند. مؤمنی در حالی در هشتم دی‌ماه ۱۳۹۴ در تهران درگذشت که آخرین کارش مجموعه تلویزیونی معمای شاه از تلویزیون در حال پخش است.

### وفات
او در عصر روز سه شنبه هشتم دی ماه ۱۳۹۴، در بیمارستان شهید رجایی در حصارک کرج بر اثر عارضه قلبی درگذشت. در ۱۰ دی‌ماه ۱۳۹۴ در قطعه هنرمندان بهشت زهرا به خاک سپرده شد.

## فیلم‌شناسی

#### سینما
| سال  | عنوان             | نقش            | کارگردان           |
| ---- | ----------------- | -------------- | ------------------ |
| ۱۳۴۵ | دو انسان          |                | آرامائیس آقامالیان |
| ۱۳۴۵ | سه قهرمان         |                | امین امینی         |
| ۱۳۴۵ | مأمور دوجانبه     |                | مهدی میرصمدزاده    |
| ۱۳۴۶ | ازجان‌گذشتگان      |                | ژوزف واعظیان       |
| ۱۳۴۷ | آواره‌های تهران    |                | عزیزالله بهادری    |
| ۱۳۵۰ | یک چمدان سکس      |                | محمد متوسلانی      |
| ۱۳۵۶ | کوچ               |                | مهدی رئیس فیروز    |
| ۱۳۵۹ | قیام              |                | رضا صفایی          |
| ۱۳۶۰ | آفتاب نشین‌ها      |                | مهدی صباغ‌زاده      |
| ۱۳۶۰ | عصیانگران         |                | جهانگیر جهانگیری   |
| ۱۳۶۲ | سردار جنگل        | میرزا کوچک خان | امیر قویدل         |
| ۱۳۶۲ | میرزا کوچک خان    | میرزا کوچک خان | امیر قویدل         |
| ۱۳۶۹ | عروس حلبچه        | هیوا           | حسن کاربخش         |
| ۱۳۷۱ | افعی              | دکتر           | محمدرضا اعلامی     |
| ۱۳۷۲ | دمرل              | توران          | یدالله صمدی        |
| ۱۳۷۲ | ضربه آخر          | رئیس پاسگاه    | داوود موثقی        |
| ۱۳۷۳ | دل و دشنه         | عزیز           | مسعود جعفری جوزانی |
| ۱۳۷۴ | جهنم سبز          | عزیزخانی       | اسماعیل براری      |
| ۱۳۸۳ | مسیح              | هیرودوس        | نادر طالب‌زاده      |
| ۱۳۸۷ | نطفه شوم          | درویش مشکور    | کریم آتشی          |
| ۱۳۹۳ | سه قدم تا حماسه   |                | امیرعلی محمدی      |
| ۱۳۹۳ | ضد ضرب            | مرادی          | هادی شامانی        |
| ۱۳۹۵ | مایا ببر مازندران | مصیب خان       | هادی رحیمی خواص    |

#### تلویزیون
| سال       | عنوان             | نقش                     | کارگردان                      | توضیحات                |
| --------- | ----------------- | ----------------------- | ----------------------------- | ---------------------- |
| ۱۳۵۲      | قصه عشق           |                         | منصور پورمند                  |                        |
| ۱۳۵۶      | غارتگران          |                         | محمد متوسلانی                 |                        |
| ۱۳۶۱–۱۳۶۰ | داستان راستان     |                         | اکبر حر و هوشنگ پاکروان       |                        |
| ۱۳۶۳      | سربداران          | سردار مغول              | محمدعلی نجفی                  |                        |
| ۱۳۷۲      | یک حرف از هزاران  |                         | جهانگیر صمیمی‌فرد              |                        |
| ۱۳۷۳      | شیخ مفید          |                         | فریبرز صالح و سیروس مقدم      |                        |
| ۱۳۷۴      | راهیان            |                         | علی بیابانی                   |                        |
| ۱۳۷۶      | پهلوانان نمی‌میرند | یونس                    | حسن فتحی                      |                        |
| ۱۳۷۹–۱۳۷۸ | آفتاب و زمین      | پدر سید روح‌الله خمینی   | جواد شمقدری                   |                        |
| ۱۳۷۹      | صدایم کن          |                         | سیداحمد حسنی‌مقدم، مسعود نوابی | اپیزود فرنگیس          |
| ۱۳۷۹      | ولایت عشق         | طاهر ذوالیمینین         | مهدی فخیم زاده                |                        |
| ۱۳۸۸      | سال‌های مشروطه     | پهلوان علی‌اکبر          | محمدرضا ورزی                  |                        |
| ۱۳۸۷      | آخرین غزل         |                         | نادر برهانی‌مرند               |                        |
| ۱۳۸۷      | مسافر زمان ۲      | پیروز                   | مسعود نوابی                   |                        |
| ۱۳۸۲      | کلانتر            |                         | محسن شاه‌محمدی                 | اپیزود اعتراف (۵ قسمت) |
| ۱۳۸۹      | تبریز در مه       | ژنرال پاسکوویچ          | محمدرضا ورزی                  |                        |
| ۱۳۸۹–۱۳۸۳ | مختارنامه         | شرحبیل بن ذی الکلاع     | داود میرباقری                 |                        |
| ۱۳۹۳      | جلال‌الدین         |                         | شهرام اسدی و آرش معیریان      |                        |
| ۱۳۹۴      | معمای شاه         | آژان، مأمور سفارت شوروی | محمدرضا ورزی                  |                        |

## تئاتر
| سال  | عنوان     | کارگردان       | محل برگزاری      | توضیحات | منبع   |
| ---- | --------- | -------------- | ---------------- | ------- | ------ |
| ۱۳۸۵ | زخم مدینه | سید جواد هاشمی | تالار وحدت تهران |         | [ ۱۰ ] |

## دوبله
- مادر به عنوان گوینده محمود لطفی
- جنگجویان کوهستان به عنوان گوینده
- خورشید مصر
- ای ایران
- کارتون زورو در نقش گروهبان گارسیا
- قطار چنای (فیلم هندی)
- سرقت از بانک با بازی جیسون استتهام
- سریع و خشن ۶
- انیمیشن دور دنیا در ۸۰ روز
- قصه‌های جزیره به عنوان گوینده «سرپاسبان جفری»
- داستان زندگی[۱۱] (کلانتر دهکده)
- پهلوانان در نقش غلام گزمه (دو فصل اول)